# Illa Santa Catarina
L'illa Santa Catarina 27° 33′ 06″ S, 48° 28′ 44″ O / 27.55167°S,48.47889°O és una illa costanera del Brasil situada a l'estat de Santa Catarina, en aigües de l'oceà Atlàntic. Té una superfície de 523 km² en els quals viuen 315.000 habitants (2008). Es troba connectada amb el continent per tres grans ponts (pont Hercílio Luz i un doble pont rodat, el pont Colombo Salles i el pont Pedro Ivo Campos). A més d'albergar la capital també posseeix balnearis i nombrosos establiments comercials.
Un 97,23% del municipi de Florianópolis, capital de l'estat, es troba a l'illa de Santa Catarina.
És la major illa d'un arxipèlag constituït per més de 20 illes.
El punt més elevat de l'illa és el morro de Ribeirão da Ilha, amb 532 m d'altitud.

## Història

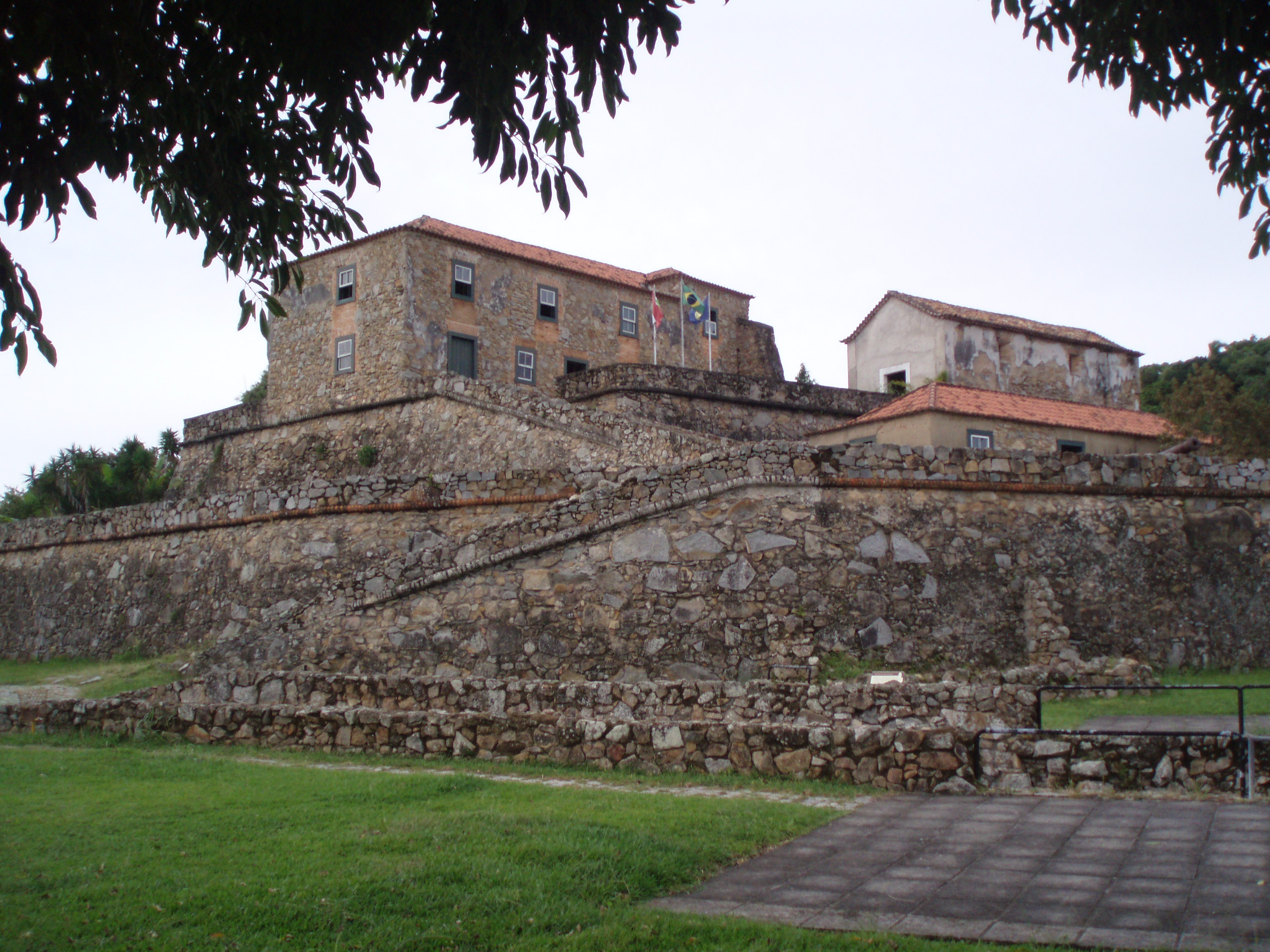
Fortalesa de São José dona Ponta Grossa, construïda en el XVIII.

En 1776 el rei Carles III d'Espanya en resposta a l'avanç portuguès i estant Gran Bretanya ocupada en la Guerra d'Independència dels Estats Units, va ordenar l'enviament d'una expedició organitzada per do Pedro de Cevallos al Riu de la Plata composta per un exèrcit de 9.000 homes i una poderosa flota, formant part i intervenint en la mateixa el 2n Batalló del Regiment de Savoia al comandament d'Antonio de Olaguer y Feliú i constituït el batalló per 720 soldats. El 22 de febrer de 1777 el Savoia va tenir l'honor d'iniciar el desembarcament seguit per la resta dels batallons, no trobant cap oposició.
Quan les guarnicions portugueses de les fortaleses de Ponta Grosa, Ratones i Santa Cruz van veure que els espanyols es disposaven a atacar-los, es van retirar precipitadament al continent, deixant l'artilleria. Diversos vaixells es van dirigir a atacar el Castell de Concepción, que va ser capturat sense fer cap tret juntament amb 3 zumacas.
La majoria dels 4.000 soldats portuguesos al comandament del mariscal Antonio Carlos Furtado de Mendoça van aconseguir passar al continent, però els presoners van ser remesos a Rio de Janeiro juntament amb el governador el 14 de març.
Pel Tractat del Pardo (1778) van tornar a mans portugueses a canvi de la futura Guinea Espanyola.